# Байлово
Байлово е село в  Софийска област, община Горна Малина, част от Средна гора, Западна България. То е родното село на видния български писател Елин Пелин, наричан певец на българското село .

## География
Село Байлово е разположено в западните гористи разклонения на Ихтиманска Средна гора. Намира се близо до нейното било и на юг от прохода Гълъбец. Селото се намира на 44 km източно от столицата София.
По повод неговото разположение Елин Пелин е написал:
| „ |  | “ |

Защитено от север от високите хребети Фрелим и Опор (1089 м), от изток от Гола могила, открито на юг и запад към далечните гористи средногорски възвишения.

## Климат
Климатът на Байлово е мек и топъл, и се характеризира с късна пролет, топло  лято, топла и мека есен и зима, характерна за невисоките планини (ср. ок. 2 – 3 месеца). Най-много валежи падат в края на май и през юни, а най-малко в края на юли и август. Тук духат, предимно през зимата, т.нар. ветрове „софиянеца“ и „загореца“, идващи от запад и северозапад.

## История

### Праисторически находки
В близост до Байлово са т.нар. Калугерски пещери, в които са намерени значими праисторически находки. В пещерите са намерени праисторически изображения и знаци, разчетени като един от най-древните известни календари.

### В древността
За проучване историята на с. Байлово най-големи заслуги има докторът на археологическите науки Иван Велков, племенник на Елин Пелин. Според неговите дългогодишни изследвания, т.нар. от байловчани местност „Гьола“, по-популярна, като „Блатото на Андрешко“, е осеяна с множество малки могилки, които свидетелстват за голям некропол. Една съществена част от тях е била разрушена от населението, тъй като от това място са били вадени камъни за получаване на вар, друга част е била разорана, а много от тях са разграбени от иманяри и любители, като и сега в местността се намират остатъци от старинни глинени съдове. В проучените десетина могили са констатирани два вида погребения: чрез изгаряне, което преобладавало и чрез заравяне на мъртвия. Според намерените в тях глинени съдове, бронзови и железни предмети, некрополът може да се отнесе към началото на IV век пр.н.е., към т.нар. „втора желязна епоха“. По всяка вероятност тези могили са принадлежали на някое тракийско племе, живяло по тези места.
На 3 km от Байлово в източна посока се намира м. Кленов дол, където са намерени части от глинени съдове и монети от по-късно римско време, което потвърждава съществуването на това място на старо селище. Малко пó на изток оттук е Калугеровският проход, през който е минавал стар път, отбивал се от римския път Белград-Цариград, минавал през селата Доганово, Огняново, сетне южно от с. Голема Раковица, и поемал по течението на реката до Голямо градище, прехвърлял билото и се спускал в прохода. По този път е минал полският крал Владислав III в похода си срещу турците през 1443 г., но едвам достигнал до Златишкото поле, е трябвало да се върне, тъй като проходът към река Тополница бил пазен от силна турска войска. Също така са му попречили да продължи и липсата на припаси, и лошото време.

### Средновековието
Село Байлово съществува от XII в., като първоначално е било заселено малко пó на юг, около параклиса „Света Троица“. Селото е съществувало през Средновековието. Най-ранните сведения за Байлово, под името „село Байлова“ от кааза София, се съдържат в целокупния съкратен регистър (иджмал) на Османската империя от 1530 г. (Istanbul – BOA, TD 370, s.192). Под същото име „Село Байлова“ е описано и в подробния регистър на джелепкешаните-овцевъди от 1576 г., където отново е посочено като част от каазата София (Извори за българската история, том 16, Сф, БАН, 1974 г., стр. 90 – 140 – виж селата от кааза София с трите ѝ нахии – Грахова, Бююк яйла и Кючюк яйла). То просъществувало до 1792 г., до въстанието против турците, ръководено от българите мохамедани Мехмед Синап и Дертли Мехмед, които стигнали през месец май същата година до Златица и Пирдоп.
Сведения за Байлово от по-ново време дава ферманът на султан Ахмед хан III от 1721 г. В списъците на селата, натоварени с дервенджийска длъжност, се чете и името на Байлово, което трябвало да дава дервенджии за дружината на булюкбашията Недялко от София. Дервенджиите се задължавали да охраняват проходите и клисурите, през които минавал обществен път. Те отлично познавали пътищата и така подпомагали редовната войска. Високо над прохода, източно от селото, има местност, която населението свързва с онова време.
Старото село Байлово се намирало на 500 – 600 м западно от днешното в речната долинка около стария параклис „Св. Троица“. Височината, за която се предполага, че е била център на селото, носи названието Манастирят и според стари предания тук се намирал манастирът „Св. Георги“. По-късно (1792 г.) селото е изчезнало, причините за което са неизвестни, никакви спомени и предания не говорят за това. По всяка вероятност изчезването на селото е било причинено от турските войски, пристигащи от изток по разни направления. Те навярно са вършили големи безчинства върху населението, отбелязано в записките на поп Вуче от Хрелово (Рельово, Самоковско) от 1738 г.
Днешното с. Байлово се е заселило на това място около 1815 г. Неговото начало поставил прадядото на Елин Пелин – Кара Станьо Иванов от Болчовската махала на с. Поибрене, Панагюрско. Отначало той идвал по тези места, за да крие овцете си от турците бегликчии. Най-напред основал поселище в м. Кленов дол, а след това се преместил на сегашното място, защото било по-топло и скрито и имало хубави пасища и вода в изобилие. Тук има голям и буен извор, даващ началото на Байловската река, в долния край на която имало четири воденици. В днешно време от тях е останала само една.
Турците не били съгласни с новите преселници и ги гонили от тук, за да се завърнат, откъдето са дошли. Дядо Станьо бил мъдър и оправен човек, знаел добре турски език и открил в София тапията на старото с. Байлово с означените граници на землището му, с което „узаконил“ новото селище. Започнал да привлича и други заселници. От Поибрене дошли Петковци и Генковци, от Вакарел и Белица пристигнали родоначалниците на днешните родове Божичковци, Чакърци, Кулинци и Панковци, от Литаково се преселили Ценовци, Гацовци и Шкодровци, от Голема Раковица – Гераците и Тинтовци, от Рашково – Загорците, от Македония (с. Лешко) – Бежаниите, и др. Така второто Байлово набира хора и сили и съществува вече 200 години.
В началото къщите на първите заселници били ниски и покрити със слама. В сборник на руски език от 1926 – 1928 (черковен списък на селищата в Софийско) е отбелязано, че през 1866 г. в Байлово имало 30 къщи.

### Освободителни борби
Байловчани винаги са били с будно съзнание, настроени патриотично и революционно. Известни са някои данни, които говорят, че и Байлово взема активно участие в подготовката на Априлското въстание през 1876 г. под влияние и непосредствено ръководство на един от местните дейци на Четвърти революционен окръг – Нено Стоянов – Беличанина от с. Белица. В помощ на революционната организация от селото са привлечени Стамен Божичков, Величко Божичков, Добри Китов, Кольо Гергов, Велко Петров, Веле Спасов, Стоян Костадинов, Иван Лулински, Геро Петров, Христоско Йончев, поп Атанас, даскал Яникия и Георги Зумпалов. Ковачите Евтим Велев и Иван Богданов се заемат с набавянето на оръжие – правят щикове, точат секири, търсят барут и други боеприпаси. От населението са събрани над 30 жълтици.
На 20 април 1876 г. Георги Тиханек на Калъчевия мост произвежда първия изстрел и дава сигнал за въстанието в Копривщица. Следобед „кървавото писмо“ на Каблешков е в Панагюрище, а оттам вестта се разнася по околните села. На 23 април Никола Николов и Георги Налбантина от Поибрене и Станчо Тангарата от Каменица донасят вестта за въстанието в с. Голема Раковица, откъдето е изпратен куриер за Байлово, за да уведоми местните съзаклятници. Поп Иван Петров от Байлово, свещеник в Голема Раковица, съветва своите съселяни да последват примера на раковчани. Вестта за въстанието идва и по друг път – чрез сина на Йото Варджията – Стоян, ученик в панагюрското класно училище, който си идва през с. Каменица. Той разказва на байловчани за свободния живот в Панагюрище. Съгласно разработения план точно на Гергьовден байловчани се изтеглят в м. Ключ до Опор, където прекарват няколко дни, като създават опорен пункт.
По това време редовна турска армия и башибозук се насочват към Голема Раковица и я опожаряват, а башибозукът на делията Керим от с. Белопопци се насочва към Байлово със същата задача. Байловските съзаклятници имат вече сведения за погрома в Средногорието и търсят начин да запазят силите си и да спасят селото от опожаряване. По нареждане на Стамен Божичков – кмет на селото – всички се завръщат в Байлово, като използват „сватбата на Кито Митров“. Те заявяват пред делията, че са били на сватба в с. Смолско и сега си идват. Тази хитрост помага и Байлово е спасено. По-късно са отхвърлени всякакви обвинения за непокорство пред официалната турска власт.
На 12 април 1877 г. Русия обявява война на Турция. Много българи се отправят към Кишинев, където се сформира Българското опълчение. Между тях са и тримата байловчани Стоян Костадинов (Казака), Цветан Тонков и Иван Велков. При боевете край Стара Загора на 20 юли 1877 г. загива Иван Велков. Цветан Тонков е ранен на 9 август 1877 г. при боевете на връх Шипка и е уволнен от Опълчението" на 11 август следващата година, а Стоян Костадинов (Казака), зачислен в първа дружина, не е раняван, служи до 1 юли 1878 г. и е награден с руски сребърен медал и български светлобронзов. Сведения за това дава писмо № 60 от 12 април 1877 г. на Националния парк музей „Шипка – Бузлуджа“ в гр. Казанлък.
Известен е и случаят с Добри Китов, който по време на преминаването на руската армия през Балкана (Ботевградския проход) е мобилизиран от турците, но той убива турчин в камарското поле и се укрива до идването на руската армия.
По време на османската власт главното препитание на байловчани са земеделие и скотовъдство. Поради недостиг на земя много от неговите жители са ратаи в черкезкото село Бела су (Бела вода), което се е намирало източно от Байлово и просъществувало 17 години. Заселено е след Кримската война и е имало 30 – 40 къщи. С идването на руските войски черкезите избягали, а селото им било разграбено и разрушено от жителите на околните села.

### 1878 – 1944
Населението постоянно нараства и при Освобождението селото има около 250-300 жители и 90 къщи, през 1880 г. жителите му са вече 657 души, а през 1910 г. – 1080. В сравнение днес Байлово има над 300 къщи с близо 300 постоянни жители.

Икономически Байлово е било бедно село. Елин Пелин пише: „Хубаво е моето родно село, хубаво е, но е много бедно.“ За бедственото положение на байловчани в периода до края на Втората световна война може да се съди от една дописка, поместена във в-к „Ехо“ (бр. 67 от 8 април 1931 г.): 
| „ | Селото е бедно, планинско с 200 – 250 къщи. Главното препитание е земеделието и скотовъдството. И то какво земеделие, когато има стопанства с по 2 декара земя, една част от стопаните – от 20 до 40 декара и само 10 – 15 души имат от 40 до 80 декара. Земята е песъчлива и неплодородна. Работим денонощно по 16 – 18 часа и не можем да изкараме прехраната си. Почваме да купуваме жито още от харман. Обработването на земята се извършва от жените и децата, по-големите отиват да търсят работа, момичетата стават слугини на чорбаджиите в града, а бащите и момчетата – където намерят работа. От 1125 души население са емигрирали повече от 650, като не се има предвид временно напусналите. Има 5 – 10 къщи, които немат никаква стока. Некои имат по един мършав вол или крава, които теглят колата. За да могат да работят с тех, събират се с некои съседи, чиято участ е същата, и задружно работят … Затънали сме до гуша в борчове към БЗБ и към кредитната кооперация, за което миналата пролет описаха чрез съдия изпълнител парцелите на 25 души, за данъци на държавата и лихварите. Задължението на целото село възлиза на повече от 2 милиона и 500 хиляди лева (2 500 000). Къщите ни са по-скоро гробници, отколкото къщи. Прозорците облепени с хартия, почернели от газеничетата и свещите. Лампи почти немаме. Хората легат с кокошките. Сол, газ и други предмети са скъпоценност вкъщи. За храната ме е страх да говоря. Освен хляб, който не всеки има, един лук, но и той е редкост. Има хора, които не ядат по неколко дена, защото немат пари да си купят килограм жито. Безработицата е взела застрашителни размери. Почти всички мъже немат работа. Дрехите ни са парцали, както горните, така и долните (долни немаме). Смъртността е неимоверно голема, особено сред малолетните деца. Младото поколение се изражда, децата приличат на старци… | “ |

### След 1944
В чест на 100 г. от рождението на Елин Пелин през 1977 е открит културен дом-паметник на негово име, който представлява обширна сграда с библиотека, кино, зали и т.н., и паметник на Елин Пелин пред него, който се превръща в основна забележителност, заедно с родната къща на Елин Пелин в Байлово.
Библиотеката постепенно се попълва с доста голям библиотечен фонд, значително по-голям от този на обикновените читалища например, което отличава селото като „малко културно средище“, заедно с други инициативи, които се провеждат в дом-паметника на Елин Пелин, както и събития в родната къща на Елин Пелин.

## Културни забележителности
- Дом-паметникът „Елин Пелин“, открит на 11 ноември 1977 г. в чест на 100-годишнината от рождението на писателя;
- Родната къща музей на Елин Пелин;
- Къщата на Гераците в махала Гераците в източния край на селото, строена в края на XIX век;
- Народното училище „Елин Пелин“, построено през 1932 г. и закрито в края на 90-те години на XX век;
- Църквата „Св. св. Кирил и Методий“, построена от майстор Ганчо Трифонов от с. Смолско през 1884 г. – паметник на културата;
- Параклисът „Света Троица“ – еднокорабен малък храм, издигнат върху основите на църквата на първото Байлово, изчезнало ок. 1792 г. по време на кърджалийските набези. До построяването на църквата „Св. св. Кирил и Методий“ в него са се отслужвали църковните обреди на селото;
- Параклисът „Свети Никола-Летний“;
- Паметникът на загиналите байловци в Балканската, Междусъюзническата и Първата световна война в местността „Чукарата“ в източния край на селото;
- Братската могила на загиналите байловски борци-антифашисти, открита на 5 април 1964 г. в парка на селото.

## Природни забележителности
- Блатото на Андрешко, по-популярно като Андрешковото езеро, наричано още от байловци „Гьола“.
- Връх Опор (1089 м) – на 2 – 3 km на северозапад от селото.
- Връх Фрелим – на 1 – 2 km на север от селото.
- Голият връх – на север от селото.
- Гола могила – на изток от селото.
- Спасова могила – на 4 km, югозападно от селото
- Местността Кайрека – на 1 km, северно над селото, от която извира река Байловска.
- Местността Турски дол – на 1 km, западно от селото.
- Местността Граово – на 3 km, северозападно от селото.
- Местността Караулницата – на 5 km, източно от селото.
- Местността Калугерица и пещерите в нея – на 8 km, източно от селото.

## Туристически маршрути
- Село Байлово – местността Спасова могила (1 ч.)

Спасова могила се намира на 4 km в югозападна посока от с. Байлово. Могилата става популярна от едноименния разказ на Елин Пелин. На върха ѝ̀ сред дъбови дървета, виждащи се отдалеч, се намира параклисът „Свети Спас“.
- Местността Караулницата – местността Три могили (3 ч.)

Намира се на ок. 5 km източно от с. Байлово, по асфалтовия път за с. Смолско, при отклонението на пътя за с. Каменица. В м. Караулницата до Съединението на страната ни през 1885 г. е минавала границата между Княжество България и Източна Румелия.
- Местността Блатото на Андрешко – местността Ключ – Калето (3 ч.)

В северна посока от с. Байлово по асфалтов път се стига до м. Блатото на Анрешко. Непосредствено до него са и тракийските надгробни могили (некрополът край с. Байлово). На изток по асфалтовия път след ок. 3 km се стига до м. Ключ (байловското Оборище), където на 6 май 1876 г. по време на Априлското въстание е избягало цялото население на селото и там създава опорен пункт. В северозападна посока от м. Ключ е връх Опор, където през юни 1932 г. е проведено нелегално национално събрание на профсъюзите.
- Местността Граово – местността Конска поляна – микроязовира – с. Белопопци (1,5 ч.)

От Байлово в северозападна посока по черен път (за с. Макоцево) се стига до м. Граово (3 km), естествена граница между селата Байлово и Макоцево. От Граово се открива красива гледка – на север е Стара планина, на хоризонта на запад се синеят Витоша и Рила, а на юг простира гъвкава снага Ихтиманска Средна гора. Оттук на юг през поляните по черен път, из дебрите на красива дъбова гора, се слиза до м. Конска поляна, където на 16 април 1944 г. са били разстреляни 16 младежи-ремсисти, тръгнали към партизанския отряд „Чавдар“. На мястото е поставен паметен знак. След ок. 1 km на юг се слиза по асфалтовия път Белопопци-Байлово, до който се намира микроязовир (шаран, уклей и др.). На ок. 1 km след него е с. Белопопци.

## Редовни събития
- Събор на селото, провеждан през първата събота на месец юни;
- Религиозен празник на Спасов ден или Възнесение Господне (40 дни от Великден) в местността Спасова могила;
- Религиозен празник на Никулден – летен в местността „Калугерица“ – 9 май;
- Регионален празник „Който се смее, дълго живее“, посветен на хумора и шегата – 1 април;
- Ежегоден международен турнир по шах с награден фонд, регистриран през 2012 г. във ФИДЕ и отчетен за международен рейтинг по ускорен шахмат. Третият турнир за шахматисти с коефициент ЕЛО до 2100 се проведе на 1 – 2 юни 2013 г. във фоайето на дом-паметник „Елин Пелин“ в с. Байлово;
- Ежегоден детски шахматен турнир с награден фонд, основан през 2012 г. Вторият турнир се проведе на 21 – 22 септември 2013 г. в дом-паметник „Елин Пелин“ в с. Байлово;
- Ежегоден национален турнир по белот по системата на пряка елиминация (3 от 5 игри) с награден фонд – провежда се в края на месец март;
- Национален конкурс за разказ на тема „Съвременното българско село“.

## Личности
Родени или живели в Байлово
- Елин Пелин (псевдоним на Димитър Иванов Стоянов) (1877 – 1949) – писател, родом от с. Байлово, един от най-големите художници на българското село, майстор на късия разказ, създател на галерия ярки и незабравими образи. Творчеството му е един от върховете на българското повествователно изкуство. Произведенията му са широко известни и в чужбина, преведени са на повече от 40 езика;
- Кара Станьо Иванов – баща на Йото Варджията, дядо на Елин Пелин – основател на днешното с. Байлово ок. 1815 г., преселник от Болчовската махала на с. Поибрене;
- Йото Варджията, с истинско име Иван Стоянов Станьов (1828 – 1915) – баща на Елин Пелин, един изключително любознателен и сръчен човек, за когото казвали „каквото похване, прави го“. Имал е варница (оттам е и прозвището му), правил е тухли и керемиди (първо в двора си, а след това източно от Байлово в м. „Сплитските ливади“, където направил цяла керемидарница). Освен варджия, бил земеделец, зидар, дърводелец, кантонер, правел коли и веялки – първата веялка в селото била негова. След Освобождението, заедно с неговия съселянин Петър Станьов поели за Софийска община направата на гальотите. Дървените части правил той, а железните – Петър. Неговият проект за вятърна мелница е отразен от сина му в разказа „Ветрената мелница“, в който дядо Йото Варджията е взет за прототип на Лазар Дъбака;[7]
- Тота Иванова, с истинско име Стоянка (1831 – 1903) – майка на Елин Пелин, родом от село Белопопци. Името на баща ѝ било Петко, а на майка ѝ – Мария (от с. Макоцево). Тота се омъжва за Йото Варджията (Иван Станьов). На тях им се раждат деца: Стоян (1859), Пена (1862), Велко (1865), Христо (1869), Захари (1873), Димитър (1877) и Мария (1885). Между тези деца е имало и други, които починали – Йордан, Александър, Параскева и едно, на което името не се помни. Животът на Тота Иванова завършва като живот на мъченица. След нещастен случай, една година след раждането на Димитър, тя окуцява с единия крак. Няколко месеца след раждането на най-малкото ѝ дете – Мария, тя окуцява и с другия крак. Цели двадесет години прекарала на едно място като жив труп. Починала през 1903 г., когато писателят бил 26-годишен, който я използвал за прототип на героините си в разказите „Майчин гроб“ и „Гост“ (Кирилица);[7]
- Д-р Иван Велков (1891 – 1958), археолог, доктор на археологическите науки, братов син на Елин Пелин (на Велко), баща на проф. Велизар Велков;
- Проф. Велизар Велков (1928 – 1993), историк и археолог, директор на Археологическия институт към Българска академия на науките /БАН/ (1987 – 1993), заместник-председател на БАН (1991 – 1993) – син на д-р Иван Велков;
- Ангел Ганчов Тонков (1881 – 1924) – прототип на Ангел от разказа „Изкушение“ на Елин Пелин. Бащата на Ангел е убит в Сръбско-българската война през 1885 г., като през същата година умира и майка му. За Ангел се грижи Томе Михайлов и жена му Стойна от Байлово. Той участва в Първата световна война като взводен подофицер. След войната отваря бакалница в къщата на Йото Варджията (бащата на Елин Пелин), а след това се мести в съседната къща на дядо си Никола Тодоров Станьов в Байлово. Друг такъв човек и търговец, който да помага на хората с каквото може – едва ли е имало по другите села. Ако даде пари някому в заем, лихва никога не взимал. На негов имот е построен дом-паметникът „Елин Пелин“ в Байлово;[7]
- Андрея Стоев Ценов (1877 – 1943) – прототип на Андрешко от разказа „Андрешко“ на Елин Пелин;[7]
- Богдан Атанасов Спасов (Станко) (1921 – 1944) – най-младият командир на чета в партизанска бригада „Чавдар“ (София). Като кандидат-подофицер в инженерната школа в София бяга от казармата, за да се присъедини към отряда „Чавдар“, в чиито редици на 29 февруари 1944 г. в м. „Три могили“, няколко месеци след женитбата си, е убит от жандармерията. Няма деца. Негов бюст-паметник в Байлово е издигнат под основното училище „Елин Пелин“ (закрито в края на 90-те години на XX век);
- Боне Петков Стойчев – прототип на Боне Крайненеца от разказа „На браздата“ на Елин Пелин;[7]
- Гацо Панев Стоицов-Лисичката – прототип на Лисичката от разказа „Хитрец“ на Елин Пелин;[7]
- Геро Петков-Комитата – прототип на героя от разказа „Петко Комитата“ на Елин Пелин, наречен Комитата, заради неукротимия му патриотичен нрав. Родом от с. Белопопци, брат на Тота Иванова, майката на Елин Пелин, която често разказвала на децата си за него. Геро бил сиромах, без имот, ратай при турци и българи чорбаджии. Раждат му се две деца – Велин и Иван. При спречкване с последния си чорбаджия Геро му „светил маслото“ и забягнал, за да стане комита;[7]
- Димитър Йончев (1909 – 1944) – ръководител на антифашистката борба в Байлово, преди и по време на Втора световна война. Негов паметник е издигнат в непосредствена близост, източно от дом-паметника „Елин Пелин“ в Байлово;
- Димитър Пенчев – македоно-одрински опълченец от 2 рота на 5 одринска дружина;[7]
- Иван Велков – български опълченец, загива при боевете край Стара Загора на 20 юли 1877 г.;
- Иван Колев Петков – прототип на Благолаж от разказа „Косачи“ на Елин Пелин;[7]
- Лукан Вълков – прототип на ратая Лукан от разказа „Самодива“ на Елин Пелин;[7]
- Митар Стоянов Герака (ок.1860 – 1918) – прототип на отец Игнатий от разказа „Пролетна измама“ на Елин Пелин;[7]
- Никола Тодоров Станьов (1865 – 1954) – прототип на чичо Кола от разказа „Първи сняг“ на Елин Пелин. Най-прочутият за времето си ловец на зайци, вълци и лисици в Байлово, за когото казвали: „стреля ли, не пропуска…“;[7]
- Петър Костадинов Станьов (1858-ок.1933) – прототип на Франц Техниката от разказа „Ян Бибиян на луната“ и на чичо Петър от разказа „Петкан“ на Елин Пелин. Бил е изключителен предприемчив и сръчен човек, с изобретателен ум, като бащата на Елин Пелин, с когото били приятели. Поправял часовници, правил печки, кюнци, веялки и всичко, каквото му се донесе. След Освобождението с дядо Йото Варджията спечелили за Софийска община доставката на гальотите, с които тогава се изволзвал боклука на младата столица. Също така бил много духовит и благодум, поради което му викали „чичо Петър с благите думи“. Зимно време отварял в къщи кафене, и то не толкова за печалба, а за да събира бедните си съселяни на раздумка. Вересиите им записвал с тебешир по тръбите на печката, по самата печка или с молив по стените. След една-две зими цялото помещение било изписано с имена. Насред тавана на кафенето бил окачил един голям звънец. Когато някой от гостите се увличал в приказки и прехвърлял истината, тогава чичо Петър подръпвал въженцето и звънецът, за да подсети разказвача да лъже по-малко, защото е „попрекалил“…[7]
- Симеон Панчов Стойнов – прототип на Монката от разказа „Спасова могила“ на Елин Пелин;[7]
- Стоян Костадинов (Казака) – български опълченец, зачислен в първа дружина, не е раняван, служи до 1 юли 1878 г. и е награден с руски сребърен медал и български светло-бронзов. Доживява Освобождението;
- Стоян Марков Маргин – прототип на Маргалака от разказа „Гераците“ на Елин Пелин;[7]
- Цветан Тонков – български опълченец, ранен на 9 август 1877 г. при боевете на връх Шипка. Доживява Освобождението;
- Цветан Богданов (1923 – 1992) – художник-реставратор, реставрирал фрески и мозайки в Храм-паметник „Свети Александър Невски“, Рилски манастир (Хрельовата кула), Кремиковски манастир, Бачковски манастир, Преображенски манастир и много др. храмове в страната ни. Участвал в реставрацията и изографисването на „Самоковската порта“ и „Чадър чешма“ в Самоков, църквата „Св. св. Кирил и Методий“ в Байлово и други;
- Добре Добрев (1914 – 2018) – родолюбец, известен дарител за реставриране на християнските храмове из цяла България, наричан още „Светецът от Байлово“;
- Никола Войнов (Байловският Благолаж) (1947) – признат на конкурс в Габрово през 2005 г. за най-големия хитрец и лъжец на България.

## Други
На Байлово е наречена улица в квартал „Сухата река“ в София (Карта).